# Forestite
La forestite est un gaz de combat français constitué d'acide cyanhydrique.

## Utilisation
Ce gaz fait son apparition sur les théâtres d'opération en 1916, sur le front de la Somme en juillet, lancé dans des obus de 75. Les Français ont été les seuls à l'utiliser pendant la Première Guerre mondiale.
Après guerre, l'Union soviétique, l'Allemagne et les États-Unis procédèrent à des tentatives d'amélioration du produit et de sa mise en œuvre dans des bombes ou obus. 

## Caractéristiques
Il s'agit d'un liquide incolore à température ambiante, se vaporisant à 26,5 °C. Le gaz produit est légèrement moins dense que l'air et s'élève rapidement dans l'atmosphère, ce qui en fait un médiocre gaz de combat, d'une efficacité à peu près nulle malgré la forte létalité de son principe actif.
Par temps froid, sa persistance au niveau du sol est plus grande : il dégage une forte odeur d'amande amère, qui le rend facilement détectable, du moins dans les premiers instants car la gaz inhibe rapidement l'odorat.  
À faible concentration, les symptômes sont des céphalées, des vomissements et une perte de l’équilibre. À plus forte concentration, la mort intervient en quelques minutes par paralysie des centres respiratoires.

## Associations
La forestite fut associée (dans des proportions égales) à un autre gaz, connu sous le nom de « manguinite », dans un mélange complémentaire : l'inhalation de manguinite, irritant des muqueuses respiratoires et des tissus conjonctifs, incitait le soldat à retirer son masque, qui respirait alors la mortelle forestite. Des obus de 75 et de 155 furent chargés d'un tel mélange à partir de 1916.
Elle a été ultérieurement utilisée dans un mélange nommé « vincennite », additionné de 30 % de marsite (trichlorure d'arsenic), de 15 % de tétrachlorure d’étain (un fumigène) et de 5 % de chloroforme (qui la rendait moins volatile). L'objectif poursuivi était d'alourdir les vapeurs.